# فيليب موغ
فيليب موغ (بالألمانية: Philipp Moog)‏ هو مؤلف وكاتب وكاتب سيناريو وممثل ألماني، ولد في 29 أغسطس 1961 في ألمانيا.

## وصلات خارجية
- فيليب موغ على موقع IMDb (الإنجليزية)
- فيليب موغ على موقع ألو سيني (الفرنسية)
- فيليب موغ على موقع ميوزك برينز (الإنجليزية)
- فيليب موغ على موقع أول موفي (الإنجليزية)
- فيليب موغ على موقع ديسكوغز (الإنجليزية)
- فيليب موغ على موقع قاعدة بيانات الفيلم (الإنجليزية)
- فيليب موغ على موقع كينوبويسك (الروسية)